# 처자적황언
《처자적황언》(妻子的謊言)은 2015년 방송되었던 중국의 드라마이다.

## 소개
- 가깝고도 먼 사이인 아버지와 딸의 사랑과 화해에 대한 이야기를 담은 드라마

## 등장 인물
- 자칭 - 이하희 역
- 장효룡 (張曉龍) - 강일빈 역
- 구승익 (邱勝翊) - 이동욱 역
- 쉬루 - 손가원 역
- 심몽신 (沈夢辰) - 강일산 역
- 이천주 (李天柱) - 이국량 역